# Авизо типа «Ягд»

Крейсера типа «Ягд» (нем. Wacht-Klasse) — серия германских крейсеров-авизо, построенная в 1880-х годах XIX века. Проект стал развитием крейсеров типа «Блиц». Построено 2 крейсера: «Ягд» (нем. Jagd), «Wacht» (нем. Wacht),

## Конструкция

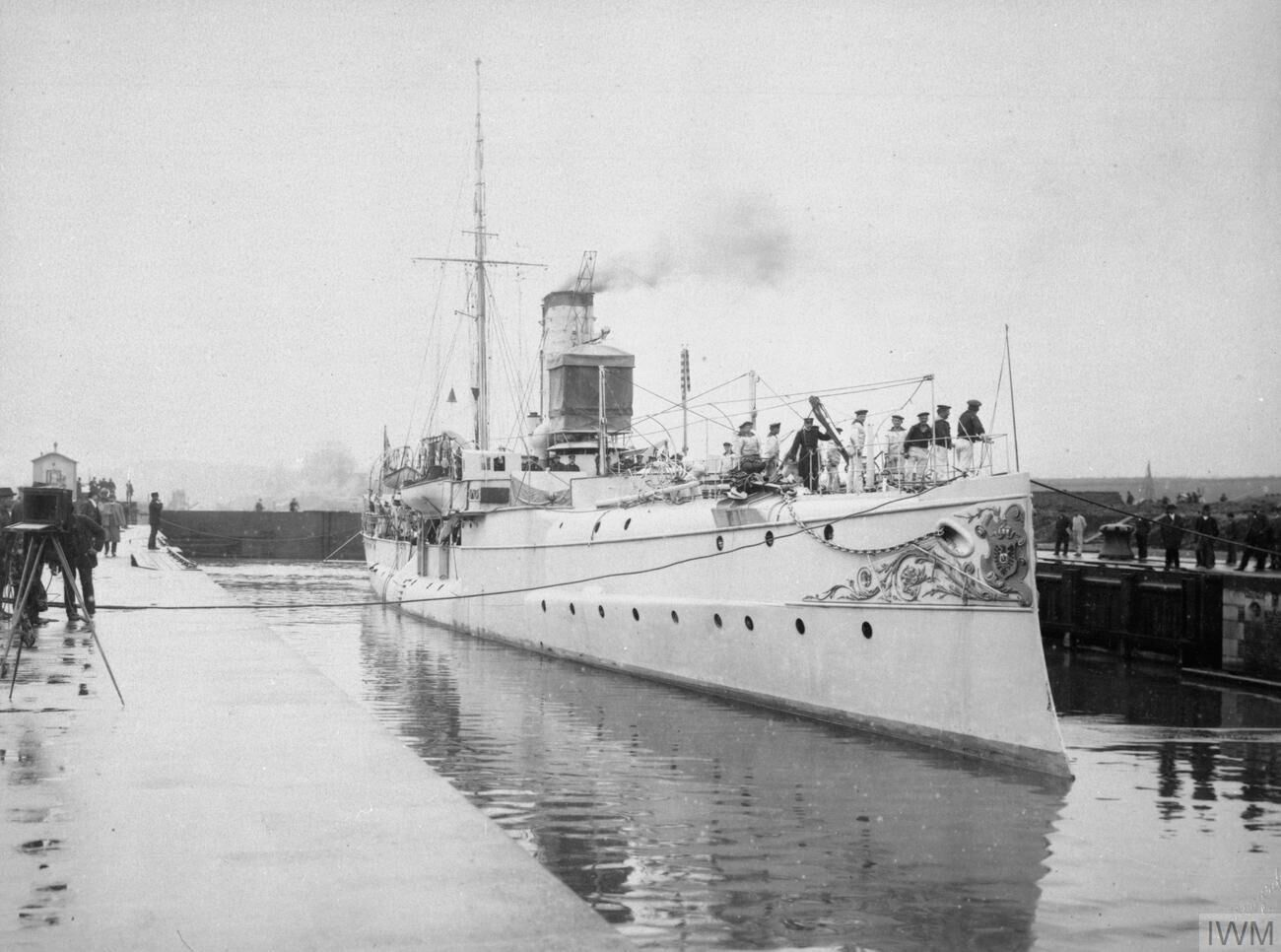
«Ягд» проходит по Кильскому каналу

### Корпус
Корабли типа «Ягд» имели длину 84 метра по ватерлинии и 85,5 м общую. Их ширина была 9,66 м и осадка 3,74 м носом и 4,67 м кормой. Они имели нормальное водоизмещение 1246 тонн и 1499 тонн полное. Набор корпуса — поперечный. «Вахт» и «Ягд» имели экипаж из 7 офицеров и 134 матросов. Мореходные качества их были не высокие, кроме того они отличались посредственной маневренностью.

### Силовая установка
Каждое авизо приводилось в движение двумя горизонтальными трёхцилиндровыми паровыми машинами тройного расширения, которые располагались в двух машинных отделениях, расположенных одно за другим. Пар подавался четырьмя локомотивными котлами, которые имели четыре топки в двух котельных. Котлы имели поверхность нагрева 875 м² и давление 10 атмосфер. В начале 1890-х годов были установлены новые котлы с восемью топками и площадью нагрева 872 м². При проектной мощности 3800 л . с. машины развивали около 3450 л. с. (3461 л. с. «Вахт» и 3451 л. с. «Ягд»). Каждая машина приводила в движение трёхлопастный винт диаметром 3,3 м. Корабли показали максимальную скорость «Ягд» — 18,2 узла и «Вахт» — 19,0 узла. Полный запас угля — 230 тонн, позволял кораблям показать максимальную дальность 2860 морских миль на ходу 10 узлов.

## Служба
- «Wacht» — заложен в 1886 г., спущен 27 августа 1887 г., в строю с 8 августа 1888 г.
- «Ягд» — заложен в 1887 г., спущен 7 июля 1888 г., в строю с 25 июнь 1889 г.[1]

## Оценка проекта
Установка в столь малом водоизмещении 105-мм орудий и торпедных аппаратов оказалось хорошим решением проблем создания малых боевых кораблей, пригодых к действиям на театрах закрытых морей — таких, как Балтийское и Северное.